# Et Handelsgeni
Et Handelsgeni er en tysk stumfilm fra 1916 af Ernst Lubitsch.

## Medvirkende
- Ernst Lubitsch som Sally Pinkus.
- Else Kentner som Melitta Herve.
- Guido Herzfeld som Mr. Meiersohn.
- Ossi Oswalda.
- Hanns Kräly.